# Adhesie

Holle (A) en bolle (B) meniscus

In de natuurkunde is adhesie (van het Latijnse adhaesio = aanhechting) de aantrekkingskracht tussen ongelijksoortige moleculen: moleculen van verschillende stoffen. Adhesie staat tegenover cohesie, de aantrekkingskracht tussen gelijke moleculen.
Als de som van de adhesieve vanderwaalskrachten tussen een vloeistofoppervlak en de wand groter is dan die van de cohesieve vanderwaalskrachten in de vloeistof zal de vloeistofspiegel (meniscus) hol zijn. In het omgekeerde geval vertoont de vloeistof een bolle meniscus.
Een vaak voorkomend verschijnsel met het samenspel van cohesie en adhesie is een druppel aan een kraan. Cohesie zorgt ervoor dat de druppel een bolvorm aanneemt en adhesie dat hij aan de kraan blijft hangen.

## Mechanismen
Er bestaat geen opzichzelfstaande theorie die de mechanismen achter adhesie eenduidig verklaart. De krachten die adhesie en cohesie veroorzaken, zijn verschillend van aard, en daarom kan adhesie globaal in drie verschillende typen worden verdeeld: chemische adhesie, dispersieve adhesie en diffuse adhesie. Deze drie mechanismen werken alle op basis van intermoleculaire krachten (aantrekkingskrachten tussen moleculen). In de praktijk doen deze krachten zich meestal gelijktijdig voor, waardoor ze samen nieuwe mechanische effecten teweegbrengen.

### Chemische adhesie
Chemische adhesie treedt op wanneer de atomen (aan het oppervlak) van twee verschillende materialen ionaire bindingen, covalente bindingen of waterstofbruggen met elkaar vormen. Als dergelijke bindingen worden gevormd, zullen de materialen tegen elkaar aan kleven. Hier moet wel bij worden vermeld dat de ionaire en covalente krachten alleen daadwerkelijk optreden wanneer de materialen een zeer kleine afstand uit elkaar liggen, maximaal een nanometer. In de praktijk zijn deze krachten te verwaarlozen, omdat de materialen dicht op elkaar moeten worden gehouden; wanneer enige ruimte ontstaat, zal de chemische adhesie verdwijnen.

### Dispersieve adhesie
Bij dispersieve adhesie worden materialen bij elkaar gehouden door middel van Vanderwaalskrachten: de aantrekking tussen twee moleculen in vloeibare of vaste fase. Deze binding is zwak, behalve als de molecuulmassa heel groot wordt, zoals bij polymeren. In praktische zin verwijst de term 'adhesie' vrijwel altijd naar dispersieve adhesie. Een veel gebruikt voorbeeld van dispersieve adhesie is te zien bij een druppel vloeistof die op een bepaald materiaal ligt. Uit de contacthoek van de druppel kan de mate van adhesie berekend worden. Is de contacthoek scherp, dan is er sprake van sterke adhesie. Sterke adhesie en zwakke cohesie geeft daarnaast een hoge mate van bevochtiging.
Naast vanderwaalskrachten zijn er ook andere krachten die bijdragen aan dispersieve adhesie, zoals londonkrachten en keesominteracties. Londonkrachten zijn spontane, tijdelijke dipool-dipoolinteracties tussen anders apolaire moleculen. Deze interacties worden veroorzaakt door de ladingsverschillen door willekeurige bewegingen van elektronen. Keesominteracties komen tot stand tussen moleculen met een permanent dipoolmoment (verschillen in elektronegativiteit binnen het molecuul) die een elektrostatische kracht opwekken.

### Diffuse adhesie
Sommige materialen binden aan elkaar door atomaire diffusie. Dit gebeurt alleen als de moleculen van het materiaal overeenkomen in polaire verbinding. Diffuse adhesie kan beschouwd worden als lokale vasthechting op moleculair niveau: de polymere ketens van bepaalde materialen kunnen zich op bepaalde punten in elkaar vervlechten. Dit vindt met name plaats bij thermoplasten, doordat de ketens binnen het materiaal niet zijn verbonden door crosslinks. Dat geeft de atomen van de polymeren een zekere bewegingsvrijheid. Diffuse adhesie vindt plaats tijdens sinteren.

## Andere betekenissen
In het maatschappelijk of politiek overleg betekent adhesie steun of steunbetuiging.
In de geneeskunde spreekt men van 'adhesie' (meestal 'adhesies') als twee of meerdere organen met elkaar verbonden zijn door verkleving of littekenweefsel.
In de natuurkunde kan adhesie  grip betekenen. Neem als voorbeeld de adhesie die plaatsvindt tussen een rubberen band en de asfalt van de grond.